# Pozoblanco
Pozoblanco – gmina w Hiszpanii, w prowincji Kordoba, w Andaluzji, o powierzchni 329,92 km². W 2011 roku gmina liczyła 17 683 mieszkańców.